# Штоль, Владимир Владимирович
Владимир Владимирович Штоль (род. 1956) — советский и российский учёный и общественный деятель, профессор, доктор политических наук.
Автор многих работ по проблемам внешней и внутренней политики, член Союза журналистов России и Союза писателей России.

## Биография
Родился 23 ноября 1956 года.
Окончил Московский государственный институт международных отношений, после чего работал в системе Министерства иностранных дел СССР, преподавал на кафедре истории международных отношений и внешней политики МГИМО. Докторская диссертация на тему «Эволюция НАТО в реалиях глобализации» защищена в Москве в 2004 году. Заведующий кафедрой регионального управления РАНХиГС.
Член Правления Российской ассоциации содействия ООН; избирался председателем Исполкома, а также заместителем председателя Центрального совета Всероссийского общественно-политического движения «Духовное наследие». 
Главный редактор информационно-аналитического журнала «Обозреватель-Оbsеrvеr», генеральный директор информационно-издательского агентства «Обозреватель», вице-президент международной неправительственной научно-исследовательской и образовательной организации «РАУ-Корпорация».
В 2019 году стал лауреатом международной премии Terra Incognita Awards.
Женат, имеет сына.